# Varvara Lepchenko
Varvara Lepchenko (ukrainisch Варвара Петрівна Лепченко Warwara Petriwna Leptschenko, russisch Варвара Петровна Лепченко Warwara Petrowna Leptschenko; * 21. Mai 1986 in Taschkent, Usbekische SSR, Sowjetunion) ist eine US-amerikanische Tennisspielerin ukrainischer Herkunft. Sie lebt seit dem Jahr 2000 in den USA und besitzt seit dem 24. September 2011 die US-amerikanische Staatsbürgerschaft. Bis September 2007 spielte sie für Usbekistan.

## Karriere
Lepchenko, die im Alter von sieben Jahren mit dem Tennissport begann, gewann bisher 13 Einzel- und einen Doppeltitel auf ITF-Turnieren.
Auf der WTA Tour feierte sie 2009 ihren ersten Erfolg, als sie in Charleston das Achtelfinale des Family Circle Cups (Kategorie: Premier) erreichte, in dem sie Jelena Dementjewa in zwei glatten Sätzen unterlag. 2010 schied sie im Viertelfinale von Ponte Vedra Beach (Kategorie: International) gegen Wolha Hawarzowa aus. Ihre besten Ergebnisse bei Grand-Slam-Turnieren erzielte sie mit dem Erreichen der zweiten Runde 2006 bei den US Open (Zweisatzniederlage gegen Marion Bartoli) sowie 2010 bei den French Open (Aus nach 0:6 im dritten Satz gegen Dominika Cibulková) und in Wimbledon (3:6 im dritten Satz gegen die Ukrainerin Aljona Bondarenko). 2011 konnte sie in Paris ihr Abschneiden bestätigen.
2012 sorgte sie für Aufsehen, als sie bei den French Open mit einem knappen Dreisatzerfolg über die frühere Titelgewinnerin Francesca Schiavone ins Achtelfinale vorstoßen konnte. Dort kam das Aus gegen die an Nummer 4 gesetzte Petra Kvitová (2:6, 1:6). Dennoch kletterte Lepchenko in der Weltrangliste auf Platz 51. In Wimbledon erreichte sie 2012 ebenfalls die dritte Runde, in der sie gegen Titelverteidigerin Kvitová mit 1:6 und 0:6 erneut das Nachsehen hatte. Es folgte ein Viertelfinaleinzug in Carlsbad (Dreisatzniederlage gegen Nadja Petrowa) und eine Achtelfinalteilnahme in Montreal (Dreisatzniederlage gegen Caroline Wozniacki). Bei den US Open, bei denen sie dann zum dritten Mal in einem Jahr in der dritten Runde eines Grand-Slam-Turniers stand, musste sie sich Titelverteidigerin Samantha Stosur geschlagen geben. Ihre guten Ergebnisse brachten ihr im WTA-Ranking mit Platz 19 ihre bisherige Bestmarke.
Das Jahr 2013 wurde dann zusammen mit Zheng Saisai zu einem „Doppel-Jahr“. Bei den Australian Open erreichten sie das Halbfinale, in dem sie den Lokalmatadorinnen Casey Dellacqua und Ashleigh Barty in zwei Sätzen den Vortritt lassen mussten. Bei den French Open wurden sie im Viertelfinale von den späteren Finalistinnen Sara Errani und Roberta Vinci gestoppt. Im Juni erreichte Lepchenko folgerichtig Platz 40 der Doppelweltrangliste. In Wimbledon und bei den US Open schieden die beiden gegen starke Gegnerinnen jeweils in der zweiten Runde aus.
Im Jahr 2013 spielte Lepchenko erstmals für die US-amerikanische Fed-Cup-Mannschaft; ihre Fed-Cup-Bilanz weist bislang 2 Siege bei 1 Niederlagen aus.
Im August 2021 wurde Lepchenko wegen einer positiven Dopingprobe vorläufig suspendiert. Sie hatte in diesem Jahr bereits zwei Turniere für sich entscheiden können. Im März 2022 wurde sie rückwirkend für vier Jahre gesperrt. Die Sperre wurde später auf 21 Monate verkürzt und sie war ab Mai 2023 wieder spielberechtigt.

## Turniersiege

### Einzel
| Nr. | Datum              | Turnier      | Kategorie      | Belag     | Finalgegnerin        | Ergebnis              |
| --- | ------------------ | ------------ | -------------- | --------- | -------------------- | --------------------- |
| 1.  | 18. April 2005     | Jackson      | ITF $25.000    | Sand      | Asha Rolle           | 6:3, 6:2              |
| 2.  | 12. Juni 2005      | Allentown    | ITF $25.000    | Hartplatz | Lindsay Lee-Waters   | 7:63, 6:4             |
| 3.  | 19. Juni 2006      | Allentown    | ITF $25.000    | Hartplatz | Carly Gullickson     | 6:1, 6:4              |
| 4.  | 9. Juli 2006       | College Park | ITF $75.000    | Hartplatz | Camille Pin          | 6:3, 7:5              |
| 5.  | 17. Juli 2007      | Boston       | ITF $50.000    | Hartplatz | Kelly Liggan         | 6:2, 5:7, 5:0 Aufgabe |
| 6.  | 28. September 2008 | Ashland      | ITF $50.000    | Hartplatz | Carly Gullickson     | 5:7, 6:0, 6:2         |
| 7.  | 15. November 2009  | Phoenix      | ITF $50.000    | Hartplatz | Sacha Jones          | 6:0, 6:0              |
| 8.  | 3. Oktober 2010    | Las Vegas    | ITF $50.000    | Hartplatz | Sorana Cîrstea       | 6:2, 6:2              |
| 9.  | 7. November 2010   | Grapevine    | ITF $50.000    | Hartplatz | Jamie Hampton        | 7:61, 6:4             |
| 10. | 14. November 2010  | Phoenix      | ITF $75.000    | Hartplatz | Melanie Oudin        | 6:3, 7:65             |
| 11. | 9. Oktober 2011    | Kansas       | ITF $50.000    | Hartplatz | Romina Oprandi       | 6:4, 6:1              |
| 12. | 28. Oktober 2018   | Macon        | ITF $80.000    | Hartplatz | Verónica Cepede Royg | 6:4, 6:4              |
| 13. | 28. Februar 2021   | Boca Raton   | ITF W25        | Hartplatz | Claire Liu           | 3:6, 6:4, 6:0         |
| 14. | 1. August 2021     | Charleston   | WTA Challenger | Sand      | Jamie Loeb           | 7:64, 4:6, 6:4        |

### Doppel
| Nr. | Datum        | Turnier            | Kategorie   | Belag     | Partnerin       | Finalgegnerinnen             | Ergebnis      |
| --- | ------------ | ------------------ | ----------- | --------- | --------------- | ---------------------------- | ------------- |
| 1.  | 5. Juni 2004 | Hilton Head Island | ITF $10.000 | Hartplatz | Cory-Ann Avants | Tanner Cochran Jaslyn Hewitt | 6:2, 3:6, 6:3 |

## Abschneiden bei Grand-Slam-Turnieren

### Einzel
| Turnier         | 2005 | 2006 | 2007 | 2008 | 2009 | 2010 | 2011 | 2012 | 2013 | 2014 | 2015 | 2016 | 2017 | 2018 | 2019 | 2020  | 2021 | … | 2024 | 2025 | Karriere |
| Australian Open | —    | Q2   | 1    | —    | Q3   | 1    | 1    | 1    | 2    | 2    | 3    | 3    | 2    | 1    | 1    | Q2    | Q3   |   | —    | Q3   | 3        |
| French Open     | —    | —    | 1    | Q1   | 1    | 2    | 2    | AF   | 3    | 2    | 1    | 1    | 2    | 1    | 1    | 1     | 2    |   | —    | Q3   | AF       |
| Wimbledon       | —    | —    | 1    | Q1   | Q2   | 2    | 1    | 3    | 1    | 2    | 1    | 2    | 2    | 1    | Q2   | n. a. | Q3   |   | Q2   | Q1   | 3        |
| US Open         | Q1   | 2    | Q2   | Q2   | 1    | Q2   | 1    | 3    | 1    | 3    | AF   | 3    | 1    | Q2   | 1    | —     | —    |   | 2    |      | AF       |

Zeichenerklärung: S = Turniersieg; F, HF, VF, AF = Einzug ins Finale / Halbfinale / Viertelfinale / Achtelfinale; 1, 2, 3 = Ausscheiden in der 1. / 2. / 3. Hauptrunde; Q1, Q2, Q3 = Ausscheiden in der 1. / 2. / 3. Runde der Qualifikation; n. a. = nicht ausgetragen

### Doppel
| Turnier         | 2007 | 2008 | 2009 | 2010 | 2011 | 2012 | 2013 | 2014 | 2015 | 2016 | 2017 | 2018 | Karriere |
| --------------- | ---- | ---- | ---- | ---- | ---- | ---- | ---- | ---- | ---- | ---- | ---- | ---- | -------- |
| Australian Open | 1    | —    | —    | —    | 1    | —    | HF   | 2    | 1    | 2    | —    | 2    | HF       |
| French Open     | —    | —    | —    | —    | 1    | 1    | VF   | 1    | 2    | 1    | 1    | —    | VF       |
| Wimbledon       | —    | —    | —    | —    | 1    | 2    | 2    | 1    | 1    | 1    | 1    | —    | 2        |
| US Open         | —    | —    | —    | —    | 1    | 1    | 2    | 2    | 1    | 1    | 1    | 1    | 2        |

### Mixed
| Turnier         | 2012 | Karriere |
| --------------- | ---- | -------- |
| Australian Open | —    | —        |
| French Open     | —    | —        |
| Wimbledon       | 1    | 1        |
| US Open         | AF   | AF       |